# Kolonia Strzałkowska
Kolonia Strzałkowska – kolonia w Polsce położona w województwie łódzkim, w powiecie radomszczańskim, w gminie Radomsko.
W latach 1975–1998 kolonia administracyjnie należała do województwa piotrkowskiego.